# TuS Wiebelskirchen
Der TuS Wiebelskirchen ist ein deutscher Sportverein aus Neunkirchen (Saar) im Saarland. Er wurde Mai 1880 gegründet und hat derzeit über 1700 Mitglieder. Besondere Erfolge errang der Verein im Badminton und im Kegeln. Des Weiteren werden Turnen, Fußball und Handball angeboten.

## Geschichte
Nach der Gründung im Jahre 1880 dauerte es bis 1927, ehe ein eigenes Turnerheim eingeweiht werden konnte. Nach dem Zweiten Weltkrieg entstanden innerhalb des Vereins einzelne Abteilungen.

## Sportstätten

### Ohlenbachhalle
Die Ohlenbach-Sporthalle ist bereits die zweite Sporthalle am gleichen Standort. Die in den Jahren 1972/74 von der Gemeinde Wiebelskirchen errichtete Ohlenbach Sporthalle musste aufgrund gravierender baulicher Schäden, die durch Aufquellung des Untergrundes hervorgerufen wurden, 1989/90 abgerissen werden. Nach einem entsprechenden Beschluss des Stadtrates im April 1989 wurde daraufhin umgehend mit den Planungen für den Bau einer neuen Halle begonnen. Der erste Spatenstich wurde im Mai 1991 vorgenommen, das Richtfest im Juli 1992 gefeiert und im Februar 1993 wurde die neue Halle offiziell eingeweiht. Die Kosten beliefen sich auf rund 3,9 Millionen Euro.
Die Halle hat eine Nutzfläche von 45 × 27 Metern und ist durch zwei elektrisch betriebene Trennvorhänge teilbar in drei Kleinfelder mit je 15 × 27 Metern. Sie bietet Platz für 560 Besucher und verfügt über 400 Sitzplätze auf der elektrisch ausfahrbaren Teleskopbühne. Die Ohlenbach Sporthalle dient überwiegend den Abteilungen des TuS Wiebelskirchen als Trainings- und Spielstätte. Vormittags steht sie für den Schulsport zur Verfügung.

## Abteilungen

### Badminton
Die Badmintonabteilung des TuS wurde 1956 gegründet und spielte als einziger Verein ohne Unterbrechung 36 Jahre in der 1. Badminton-Bundesliga, seit deren Gründung 1971 bis 2007. Zweimal, 1991 und 1992, war der TuS Wiebelskirchen Deutscher Mannschaftsmeister; fünfmal Deutscher Vizemeister und stand dreimal im Halbfinale des Europapokals der Landesmeister. Während dieser Zeit wurde die Ohlenbachhalle für die Bundesliga-Heimspiele errichtet. 2013 stieg der TuS Wiebelskirchen in die 2. Badminton-Bundesliga auf. Seit 2023 spielt der Verein nicht mehr überregional.

### Turnen
Die Abteilung Turnen ist mit über 650 Mitgliedern die größte Abteilung innerhalb des TuS Wiebelskirchen.

## Erfolge im Badminton
| Saison    | Veranstaltung                     | Disziplin    | Platz | Name                                                                          |
| --------- | --------------------------------- | ------------ | ----- | ----------------------------------------------------------------------------- |
| 1977/1978 | Deutsche Einzelmeisterschaft      | Damendoppel  | 1     | Karin Kucki / Vera Martini (1. BV Mülheim / TuS Wiebelskirchen)               |
| 1978/1979 | Deutsche Einzelmeisterschaft      | Damendoppel  | 1     | Eva-Maria Kranz / Vera Martini (1. BC Beuel / TuS Wiebelskirchen)             |
| 1980/1981 | Deutsche Einzelmeisterschaft      | Mixed        | 1     | Horst Lösche / Vera Martini (1. BV Mülheim / TuS Wiebelskirchen)              |
| 1986/1987 | Deutsche Einzelmeisterschaft      | Dameneinzel  | 1     | Katrin Schmidt (TuS Wiebelskirchen)                                           |
| 1986/1987 | Deutsche Einzelmeisterschaft      | Mixed        | 1     | Volker Eiber / Katrin Schmidt (LZ Saar / TuS Wiebelskirchen)                  |
| 1987/1988 | Deutsche Einzelmeisterschaft      | Damendoppel  | 1     | Kirsten Schmieder / Katrin Schmidt (TTC Brauweiler / TuS Wiebelskirchen)      |
| 1987/1988 | Deutsche Einzelmeisterschaft      | Dameneinzel  | 1     | Katrin Schmidt (TuS Wiebelskirchen)                                           |
| 1988/1989 | Deutsche Einzelmeisterschaft      | Mixed        | 1     | Volker Eiber / Katrin Schmidt (LZ Saar / TuS Wiebelskirchen)                  |
| 1988/1989 | Deutsche Einzelmeisterschaft      | Dameneinzel  | 1     | Katrin Schmidt (TuS Wiebelskirchen)                                           |
| 1988/1989 | Deutsche Einzelmeisterschaft      | Damendoppel  | 1     | Kirsten Schmieder / Katrin Schmidt (FC Langenfeld / TuS Wiebelskirchen)       |
| 1989/1990 | Deutsche Einzelmeisterschaft      | Dameneinzel  | 1     | Katrin Schmidt (TuS Wiebelskirchen)                                           |
| 1990/1991 | Deutsche Mannschaftsmeisterschaft | Mannschaft   | 1     | TuS Wiebelskirchen                                                            |
| 1990/1991 | Deutsche Einzelmeisterschaft      | Dameneinzel  | 1     | Katrin Schmidt (TuS Wiebelskirchen)                                           |
| 1991/1992 | Deutsche Einzelmeisterschaft      | Mixed        | 1     | Uwe Ossenbrink / Katrin Schmidt (TuS Wiebelskirchen)                          |
| 1991/1992 | Deutsche Mannschaftsmeisterschaft | Mannschaft   | 1     | TuS Wiebelskirchen                                                            |
| 1992/1993 | Deutsche Einzelmeisterschaft      | Herrendoppel | 1     | Michael Keck / Uwe Ossenbrink (SV Fortuna Regensburg / TuS Wiebelskirchen)    |
| 1993/1994 | Deutsche Einzelmeisterschaft      | Herrendoppel | 1     | Uwe Ossenbrink / Kai Mitteldorf (TuS Wiebelskirchen / FC Bayer 05 Uerdingen)  |
| 1994/1995 | Deutsche Einzelmeisterschaft      | Damendoppel  | 1     | Katrin Schmidt / Kerstin Ubben (TuS Wiebelskirchen / OSC Düsseldorf)          |
| 1995/1996 | Deutsche Einzelmeisterschaft      | Damendoppel  | 1     | Katrin Schmidt / Kerstin Ubben (TuS Wiebelskirchen / OSC Düsseldorf)          |
| 1996/1997 | Deutsche Einzelmeisterschaft      | Damendoppel  | 1     | Katrin Schmidt / Kerstin Ubben (TuS Wiebelskirchen / VfL 93 Hamburg)          |
| 1996/1997 | Deutsche Einzelmeisterschaft      | Mixed        | 1     | Björn Siegemund / Katrin Schmidt (SV Fortuna Regensburg / TuS Wiebelskirchen) |
| 1999/2000 | Deutsche Einzelmeisterschaft      | Herrendoppel | 1     | Christian Mohr / Joachim Tesche (FC Langenfeld / TuS Wiebelskirchen)          |
| 1999/2000 | Deutsche Einzelmeisterschaft      | Dameneinzel  | 1     | Katja Michalowsky (TuS Wiebelskirchen)                                        |
| 2003/2004 | Deutsche Einzelmeisterschaft      | Herrendoppel | 1     | Björn Siegemund / Ingo Kindervater (VfB Friedrichshafen / TuS Wiebelskirchen) |
| 2004/2005 | Deutsche Einzelmeisterschaft      | Herrendoppel | 1     | Kristof Hopp (1. BC Bischmisheim) / Ingo Kindervater (TuS Wiebelskirchen)     |
| 2004/2005 | Deutsche Einzelmeisterschaft      | Mixed        | 1     | Ingo Kindervater (TuS Wiebelskirchen) / Kathrin Piotrowski (FC Langenfeld)    |
| 2006/2007 | Deutsche Einzelmeisterschaft      | Herrendoppel | 1     | Michael Fuchs (1. BC Bischmisheim) / Roman Spitko (TuS Wiebelskirchen)        |
| 2007/2008 | Deutsche Einzelmeisterschaft      | Herrendoppel | 1     | Michael Fuchs / Roman Spitko (TuS Wiebelskirchen)                             |